# 大成ファミリープラザ
大成ファミリープラザ（たいせいファミリープラザ）は、北海道旭川市6条通にある複合商業施設である。
メガセンタートライアル旭川店や旭川市大成市民センターが入居している。

## 概要
旭川市内初の大規模総合スーパーとしてイトーヨーカドー（建物は地上4階地下1階建、営業フロアは地上2階地下1階、売場面積は15,335㎡）が出店、その際地域貢献の一環として旭川市大成市民センターが併設された。2000年代に入り周辺で商業施設の開業が相次ぎ、競争が激化。2021年（令和3年）2月17日に、イトーヨーカ堂が旭川店閉店を発表した。
旭川市の中心市街地活性化基本計画の対象地域である、大成地区唯一の大型商業施設であることから、旭川市と土地建物所有者の交洋不動産は後継テナントを模索。メガセンタートライアルが居抜き出店することが同年6月に明らかとなり、施設に耐震補強工事を実施し同年12月1日に開店した。
北海道へのメガセンタートライアルの出店は伏古店（札幌市東区、旧カウボーイ伏古店）以来であり、トライアルカンパニーが展開する店舗の中では店舗面積が全国最大規模となっている。

## 沿革
- 1980年（昭和55年）7月1日：大成ファミリープラザ（イトーヨーカドー旭川店・旭川市大成市民センター）開業[1]。当初の土地建物所有者は岩倉土地開発[2]。
- 2002年（平成14年）3月：土地建物を交洋不動産が取得[11]。
- 2017年（平成29年）11月：旭川市とイトーヨーカ堂が「地域活性化包括連携協定」締結[6][11]。
- 2018年（平成30年）6月：イトーヨーカドー旭川店内に旭川市情報コーナー開設[11]。
- 2021年（令和03年）
  - 3月1日：旭川市と交洋不動産が「大成ファミリープラザに関する連携協定」締結[6][11]。
  - 5月6日：耐震補強工事のため、大成市民センター休館[12]。
  - 5月9日：イトーヨーカドー旭川店閉店[7]。
  - 12月1日：メガセンタートライアル旭川店開店[5]。

## 入居施設

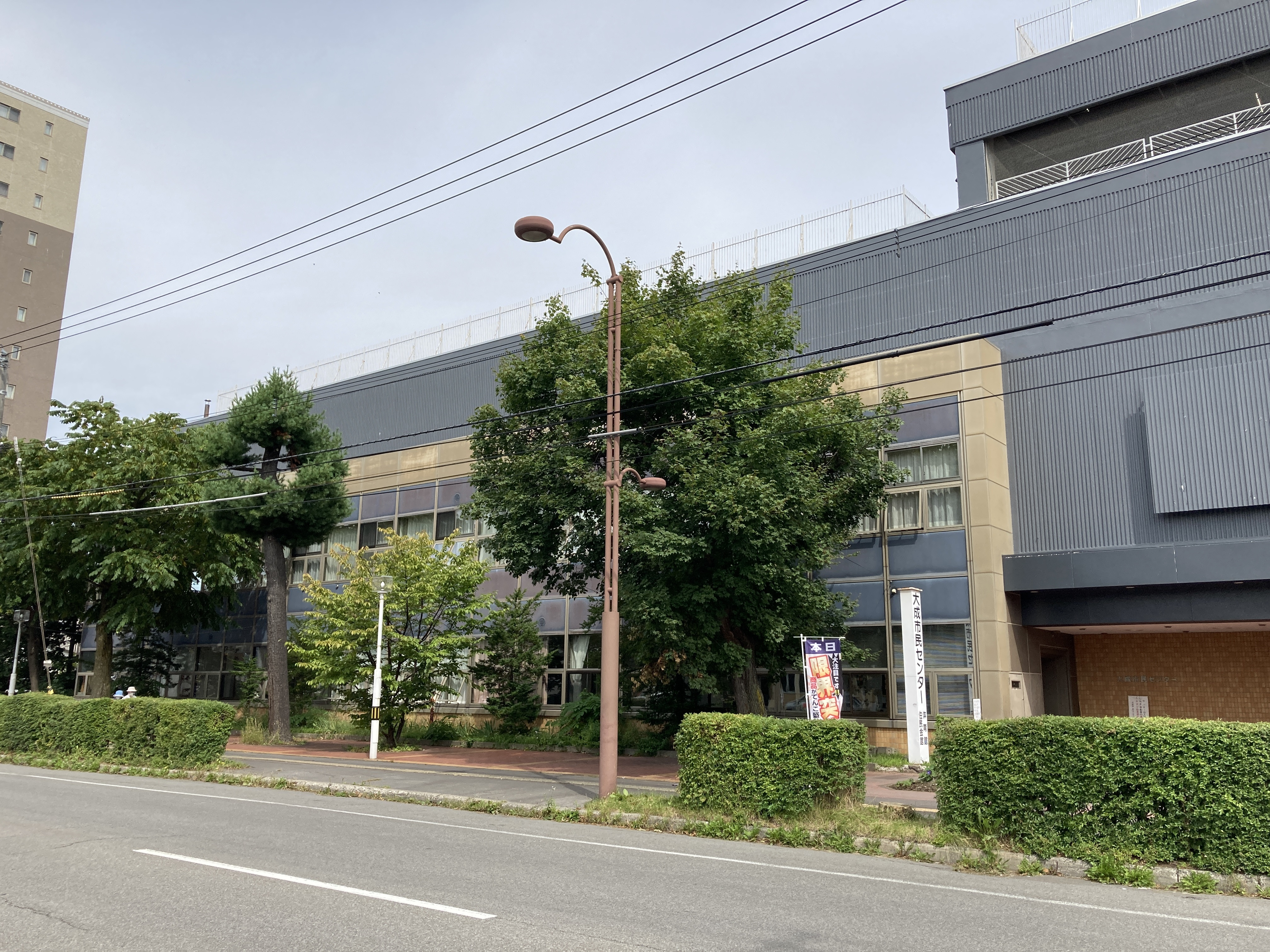
メガセンタートライアル旭川店
- GiGOメガセンタートライアル旭川
- ダイソートライアル旭川店
- 旭川市大成市民センター
- 旭川市情報コーナー

- 旭川市大成市民センター

## 周辺
- 北海道旅客鉄道（JR北海道）宗谷本線 旭川四条駅
- 国道12号
- 国道39号
- 旭川市役所
- 旭川銀座通商店街
- 丸善三番舘
- 旭川七条郵便局
- 北海道旭川東高等学校
- 旭川市立知新小学校